# Luna negra (fase oscura)

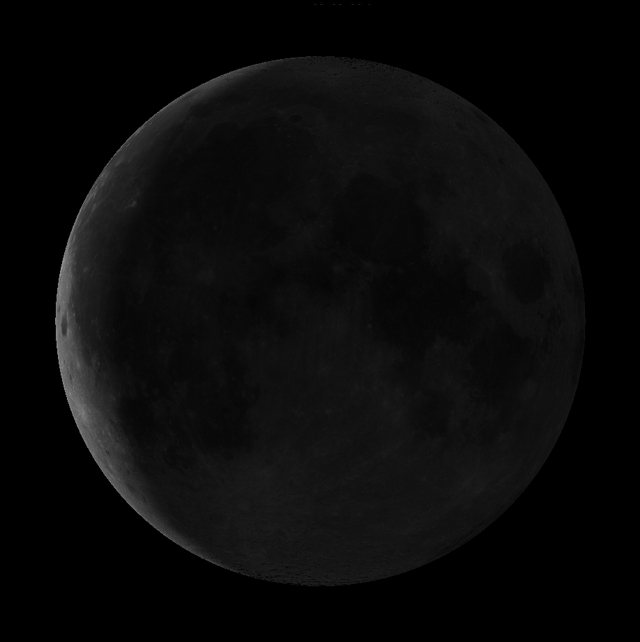
Foto de la "Luna Oscura"

Se conoce como Luna negra o Luna oscura al período en que la Luna se encuentra de espalda al Sol en el cielo que no puede ser vista desde la Tierra, ni siquiera durante la puesta o la salida del Sol. La Luna está totalmente ausente en el cielo, ya que queda oculta por el resplandor solar.
Dependiendo de cuán cerca la Luna pase sobre la línea-eje entre la Tierra y el Sol, la Luna negra podrá durar entre 1,5 hasta 3,5 días. La fase de Luna nueva astronómica o Luna nueva verdadera ocurre justo en el medio de este período, cuando la Luna y el Sol están en conjunción exacta. Hay que aclarar que no necesariamente se produce un eclipse de Sol durante ese instante.
El término de "Luna negra" es utilizado para diferenciarlo precisamente de la Luna nueva tradicional o Luna nueva visible que es definido como el momento cuando la Luna Creciente es vista por primera vez en el cielo, justo después que el Sol se ha ocultado, este sucede, uno o dos días después de la conjunción Luna-Sol (Luna nueva verdadera).
El término de "Luna negra" no es ni muy conocido, ni muy usado tampoco. Como consecuencia, dicha frase no tiene ninguna definición del todo concreta en sí, ya que tiene varias acepciones, pero en líneas generales hace referencia a al menos cuatro situaciones básicas diferentes entre sí, de las cuales aquí sólo, por el momento, definimos tres:
Aristóteles escribió en la Constitución de Tages sobre unos habitantes llamados los Arcadios,y que estos seres tenían derecho de habitar la tierra; por habitarla antes que la luna existiese. Lo que  concluye que la luna fue colocada con un propósito, y afectando a la tierra.
0a) Luna negra = La ausencia de una Luna nueva en el mismo mes calendario.
0b) Luna negra = La ausencia de una Luna llena en un mes calendario, es decir, un mes sin Luna llena.
0c) Luna negra = Cuando ocurre una segunda Luna nueva dentro de un mismo mes calendario. Esto, por oposición al término de la "Luna azul" que sería el fenómeno contrario: La segunda "Luna llena" que ocurre dentro del mismo mes.
Según la primera definición dada, una Luna negra sólo puede ocurrir en febrero. Estadísticamente hablando, esto tiene más probabilidad de ocurrir en febrero, más que en cualquier otro mes del año debido al déficit de días que lo conforman.
En la Astrología, el término de la "Luna negra" a veces puede referirse a Lilith, la segunda Luna hipotética de la Tierra.
- Datos: Q5223529